# За стеклом
«За стеклом» — первое реалити-шоу в России, выходившее на ТВ-6, ТНТ и ТВС с 27 октября 2001 по 6 июля 2002 года, один из самых высокорейтинговых проектов в истории российского телевидения. Нелицензионный аналог известного международного реалити-шоу «Большой брат» (Big Brother).

## Предыстория
Запуск первого реалити-шоу планировался в 2001 году ещё на НТВ: интерес к созданию на телеканале аналога «Большого брата» проявляли как его владелец Владимир Гусинский, так и генеральный продюсер Александр Левин. Последний в одном из интервью заявил, что реалити-шоу — жанр, набирающий обороты по всему миру — следует продвигать и на российском телевидении. Запуститься программе в эфир не позволила случившаяся в апреле 2001 года смена собственника НТВ, в ходе которого телекомпания стала собственностью холдинга «Газпром-Медиа», а часть творческого коллектива и технического персонала покинула её распоряжение, перейдя на ТВ-6. Там же и было принято решение начать более активные эксперименты с реалити-телевидением, а к производству была привлечена часть лиц из команды старого ТВ-6, оставшихся на телеканале после того, как почти все его бывшие ведущие (Иван Демидов, Юлия Меньшова, Александр Олейников и пр.) и многие закадровые работники прекратили с ним сотрудничать. В частности, в их числе был Иван Усачёв. Главными целями запуска реалити были привлечение зрительского внимания к каналу ТВ-6 и увеличение его рейтингов, при этом изначально организаторы не верили в его успех.
Концепция реалити-шоу в представлении Ивана Усачёва подразумевала под собой показ молодых людей, размещённых за витриной магазина, когда камера в режиме реального времени показывала бы всё то, что происходит в его стенах, с целью его рекламы и последующего привлечения в него потенциальных покупателей. Эту же идею поддержал Александр Левин, но организаторы передачи столкнулись со сложностями: ни один из магазинов, к которым они обращались, не согласился сотрудничать с ними. Идею продюсеров одобрил только владелец гостиницы «Россия» Хусейн Джабраилов, согласившийся отдать её помещение под будущее телешоу. Через две недели в гостинице начались работы по возведению в ней подобия квартиры. Были привлечены режиссёр Григорий Любомиров и директор Андрей Праслов, во многом определившие концепцию проекта.

## Синопсис и ход проекта
Действие реалити-шоу происходит в западном крыле гостиницы «Россия», в построенной в 2000 году 5-комнатной квартире, оснащённой многочисленными телекамерами. Окнами она выходила на Московский Кремль и Васильевский спуск. Стёкла были зеркальными изнутри. Здесь в течение месяца должны были жить шестеро молодых людей: три парня и три девушки, отобранные редакторами, психологами и врачами из нескольких тысяч потенциальных претендентов. Последний отбор участников прошёл в прямом эфире.
Шоу началось в ночь с 27 на 28 октября 2001 года и продолжалось 35 дней, собирая необычайно большую аудиторию перед телеэкранами (шоу смотрели до 40 % зрителей в стране) и непосредственно у места событий (гостиницы «Россия» в центре Москвы) и вызывая большой резонанс в обществе. Наибольшей популярностью проект пользовался в Москве, за пределами столицы она была существенно меньше ввиду особенностей распространения сигнала ТВ-6.
С момента заселения участников установленные в здании телекамеры и прикреплённые микрофоны начали круглосуточно фиксировать жизнь и каждый шаг участников. В помещении герои могли делать всё, что угодно, запрещалось только нарушать условия изоляции, в частности, им было нельзя смотреть телевизор (хотя организаторы один раз всё же включили участникам выпуск новостей о падении лайнера в США, с целью узнать их реакцию на случившееся), слушать радио, общаться по телефону и через Интернет. При этом были доступны видеомагнитофон и игровая приставка. Прожиточный минимум одного игрока составлял 1200 рублей в месяц. На них можно было заказывать полуфабрикаты.
Каждый день участники шоу получали специальные задания, которые они обязаны выполнять. Предложить своё задание участникам имели возможность и телезрители, которые могли зайти на сайт программы с доменным именем zasteklom.tv6.ru и отправить его текст по указанному в соответствующем разделе сайта адресу электронной почты. В гости к участникам по приглашению создателей периодически приходили известные люди:
- Василий Стрельников и Наталья Капустина (4 ноября)[51]
- Владимир Жириновский (11 ноября)[52]
- Владимир Сорокин (18 ноября)[53][54]
- Би-2 (25 ноября)[55]
- Ва-БанкЪ

В сжатом варианте один день из жизни шести человек показывался несколько раз: в 14:20, 18:10 и 0:50 (ночной блок, в который входили наиболее пикантные сцены, снятые инфракрасной камерой в темноте). Именно в данном реалити-шоу на российском телевидении участники впервые решились на занятие сексом в прямом эфире. Также существовали врезки на утреннем телеканале «День за днём». Круглосуточная трансляция прямого эфира из-за стекла осуществлялась в сети Интернет и также пользовалась популярностью, ярким свидетельством чему было обстоятельство, что через 9 дней после первого эфира сайт программы оказался на 3-й позиции в топе Рамблера с показателем посещаемости в миллион уникальных пользователей в день.
Раз в неделю (по субботам) в прямом эфире из большой студии ТВ-6 (5-й студии Останкино, откуда выходили в эфир почти все передачи телеканала) выходило специальное ток-шоу, в ходе которого героев программы ожидали неожиданные встречи, а участники, сидевшие в студии, имели возможность высказаться относительно взаимоотношений героев. Иногда к прямому эфиру на ТВ-6 могли также подключать прямой эфир из радиостудии станции «Эхо Москвы», где её ведущие также обсуждали это реалити-шоу. Со стороны ТВ-6 субботнее ток-шоу вёл Кирилл Набутов. Корреспондент — Эрнест Мацкявичюс. Специальный эфир программы, посвящённый замене участника и вышедший вместо программы «Вы — очевидец» 4 ноября 2001 года, провёл соавтор «За стеклом» Иван Усачёв, прямо из аппаратной реалити-шоу.
В шоу участникам было объявлено, что камеры стоят везде, кроме туалета. Позже Кирилл Набутов сообщил телезрителям, что камера спрятана и там. Однако трансляции в эфир с неё не было.
Зрители принимают участие в интерактивном голосовании и вместе с неназванным режиссёром шоу (чьё имя в титрах было перекрыто цензурной мозаикой; незадолго до финала оно было раскрыто) определяют судьбу участников. Один из них уходил с шоу через две недели, второй должен был уйти через три. Финал был назначен на субботу, 1 декабря 2001 года. В этот же день в прямом эфире ТВ-6 объявлялись имена двух разнополых победителей. Ими стали Жанна Агагишева и Денис Федянин. Они получили по 15 тысяч долларов в рублёвом эквиваленте, хотя первоначально им была обещана квартира в Москве. Также все семеро участников получили по недельной новогодней путёвке в Финляндию (от которой все, кроме Ольги и Дениса, отказались по личным причинам; проводы в путешествие согласившихся участников прошли 8 января 2002 года в прямом эфире утреннего телеканала «День за днём» на ТВ-6). Некоторыми источниками заявлялось, что все бывшие участники шоу сразу же после него якобы должны были пойти работать в штат телекомпании ТВ-6, на самом деле в договорённостях подобного прописано не было.
От названия передачи было образовано большое количество новых слов-окказионализмов (или жаргонизмов) (таких, как застекольщики, застеколье или Застекляндия), популярных в период выхода передачи в эфир.
Техническим обслуживанием занималось 150 человек. По сведениям выпускающего режиссёра ТВ-6 Дмитрия Мусинова, при работе над проектом были задействованы десятки камер и микрофонов, круглосуточная запись, а также тысячи кассет. В эфир выходили как смонтированные выпуски, так и прямые включения с места действия.

## Участники
| Полное имя           | Короткое имя | Дата прихода в проект | Дата ухода из проекта             |
| -------------------- | ------------ | --------------------- | --------------------------------- |
| Жанна Агагишева      | Жанна        | 27 октября            | 1 декабря                         |
| Денис Федянин        | Ден          | 27 октября            | 1 декабря                         |
| Маргарита Семенякина | Марго        | 27 октября            | 1 декабря                         |
| Максим Касымов       | Макс         | 27 октября            | 1 декабря                         |
| Ольга Орлова         | Оля          | 27 октября            | 11—25 ноября (временно) 1 декабря |
| Александр Колтовой   | Саша         | 27 октября            | 4 ноября                          |
| Анатолий Патлан      | Толя         | 4 ноября              | 18 ноября                         |

## Критика
Через две недели после запуска программы представитель Московского патриархата, протоиерей Всеволод Чаплин, заявил, что программа имеет «чересчур откровенный, даже разнузданный характер». Позже митрополит Кирилл, отвечая на вопросы, высказался, что Русская Православная Церковь «категорически против подобного рода экспериментов на нашем телевидении и не просто их осуждает, а более чем осуждает».
Талгат Таджуддин, верховный муфтий России и европейских стран СНГ, потребовал запретить показ передачи и назвал демонстрацию частной жизни «настоящим бесстыдством», а показ интимных отношений охарактеризовал словами «не что иное, как пропаганда разврата». С критикой проекта как «безнравственного» выступала также депутат Мосгордумы Людмила Стебенкова.
Михаил Леонтьев, журналист и публицист, крайне негативно отозвался о проекте, назвал участников проекта «хорьками» и был подвергнут за это критике со стороны коллеги Марины Леско, которая при этом отмечала: «шоу „За стеклом“ смотрится в рамках ТВ-6 как свежая подтяжка на старческом лице».
Критиком проекта также был директор детских и юношеских программ конкурирующего канала ОРТ и соавтор идеи проекта «Последний герой» Сергей Супонев. В своём последнем интервью перед гибелью он назвал проект ТВ-6 «ещё одной дверью в серую, скучную примитивную жизнь», в котором на протяжении нескольких недель по 3 раза в день показывали только жизнь «нескольких унылых людей в таких же унылых интерьерах». Кроме того, сам факт воспроизведения каналом формата без покупки прав и разрешения от правообладателей был отмечен им как кража.

## Проблемы с лицензией
Endemol, компания-создатель концепции «Большого Брата», потребовала ТВ-6 выплатить лицензионные сборы, как это делают другие 20 телесетей по всему миру, которые выпускают свои версии «Большого Брата». На претензии режиссёр ТВ-6 ответил, что идея создания шоу пришла к нему ещё за 12 лет до того, после прочтения романа-антиутопии «Мы» Евгения Замятина, в котором люди жили в стеклянных домах, и каждый мог видеть, что они там делают. Правообладатель также готовился судиться с ТВ-6, но суд был отменён в связи с ликвидацией МНВК и прекращением существования телеканала.

## Последующие передачи
Последующие части реалити-шоу не вызвали особого интереса у зрителей и общественного резонанса по сравнению с первой.

### Последний бифштекс
«Последний бифштекс» был запущен 29 декабря 2001 года на канале ТВ-6, а после его ликвидации шёл на ТНТ и «НТВ-Плюс». На ТНТ выпуски выходили в том же объёме, что и ранее на ТВ-6, а «НТВ-Плюс» осуществлял полную ретрансляцию прямого эфира. Название проекта было своеобразной пародией на шоу «Последний герой». Со слов Кирилла Набутова, сказанных на финальном ток-шоу по итогам первого сезона 1 декабря 2001 года, смысл названия в том, что тот, кто подаст последний бифштекс в ресторане, выигрывает реалити-шоу. Ведущим ток-шоу во втором сезоне снова был Набутов, вместе с ним также работал Эрнест Мацкявичюс, в феврале 2002 года ушедший с ТВ-6 на РТР. В субботнем ток-шоу также была задействована 5-я студия Останкино (в том числе и в тот период, когда программа ушла с ТВ-6 на ТНТ).
На стадии запуска предполагалось, что участники реалити-шоу будут размещены не в гостинице «Россия», а в специально выделенном помещении на Ленинградском проспекте недалеко от станции метро «Аэропорт». Но из-за финансовых причин было принято решение переместить съёмки ближе к Белорусскому вокзалу, на 3-ю улицу Ямского поля (ресторан «Крали Марко»). Список участников был создан при непосредственном участии «застекольщиков» первого созыва. Участники второго проекта были несколько старше тех, кто принимал участие в первом сезоне. Победитель должен был получить возможность открыть собственное кафе.
Последний отбор и заселение участников в «квартиру», на этот раз — в количестве 12 человек, состоялись в прямом эфире 19 января 2002 года, за 3 дня до отключения канала ТВ-6 от эфира. В период отсутствия телетрансляции за героями можно было наблюдать через Интернет, а организаторы передачи в связи с ликвидацией МНВК (вещателя ТВ-6) выделились из структуры закрывшейся корпорации, основав компанию под названием «За стеклом» (затем ООО «Марв Лайн»).
Через некоторое время «застекольщики» разбиваются на команды — рестораны «23:30» и «С. В. И. Н.». Каждый день участники занимались ресторанной деятельностью. Финал конкурса прошёл 10 марта 2002 года. По результатам аукциона выиграла команда ресторана «С. В. И. Н.». А по результатам зрительского голосования выиграла Анна Горнушенкова из той же команды.
Тем не менее, несмотря на огромную масштабность, проект не оказался особо популярным среди зрителей. Среди причин неудач называют переход на телеканал ТНТ, чей охват тогда значительно уступал охвату ТВ-6, а также натянутые отношения между участниками проекта.

#### Участники
Девушки:
- Анна Горнушенкова
- Светлана Павлова
- Екатерина Рождественская
- Марина Ельникова
- Елена Скребкова
- Елизавета Васильева
- Эльвира Везирова
- Евгения Замчалова
- Алёна Бобылёва
- Манана Слетина
- Оксана Соломяная
- Ольга Ковалюк

Парни:
- Андрей Ли
- Дмитрий Бочаров
- Владислав Филатов
- Филипп Гринштейн
- Артур Гуща
- Артур Хостикян
- Матвей Курманин
- Антон Куценко
- Александр Липинский
- Максим Самохин
- Александр Веселов
- Сергей Смирнов

### Теперь ты в армии
«Теперь ты в армии» был запущен 1 июня 2002 года совместно с украинским «Новым каналом» по инициативе Александра Левина, первого гендиректора ТВС (совмещавшего административную и продюсерскую работу). Субботнее ток-шоу вела бывшая ви-джей «MTV Россия» Ольга Шелест (первоначально ведущей субботнего ток-шоу должна была стать спортивный комментатор Юлия Бордовских, но этого не состоялось в связи с её переходом с ТВ-6 на НТВ). Участники проекта обоих полов, одетые в камуфляжную форму, проходили своеобразный курс молодого бойца: вставали в 6 утра, подчинялись командам военных, ползали под колючей проволокой, стреляли из автоматов и т. п. В качестве главного приза подразумевался внедорожник.
Действие происходило в самой северной (Черниговской) области Украины, в воинской части «Десна». По воспоминаниям выпускающего режиссёра Дмитрия Мусинова, «половина группы проекта была из Киева, половина — с ТВ-6, почти всё оборудование летело из Москвы». Подготовительный процесс включал в себя перегоны на спутник, организацию прямых ток-шоу, а также выездные съёмки на полигоне. «Теперь ты в армии» был затратным, но успеха у зрителей не имел, вследствие чего был прерван незадолго до окончания. По другой, более реалистичной версии, шоу прекратилось после отказа российской стороны оплатить положенные по контракту деньги за производство шоу и аренду казарм и техники у министерства обороны Украины.
После прекращения трансляции некоторые участники были приглашены на финальное ток-шоу в Москву. Эфир прошёл 6 июля 2002 года в 5-й студии Останкино, откуда выходили в эфир почти все передачи телеканала ТВС.

#### Участники
- Юлия Санкович
- Анна Кирьякова
- Илья Фокин
- Дмитрий Зотов
- Алексей Рощин
- Евгений Козачок
- Дмитрий Минайчев
- Валерий Сараула
- Рада Антипова
- Наталья Тихонова

## Последующая жизнь участников
По состоянию на осень 2011
Маргарита Семенякина
Второй раз замужем, сменила фамилию на Волкова. Руководит детской фольклорной студией в Москве. На волне успеха снималась для журналов, получала титулы «вице-мисс „Плейбой“» и «Мисс Плеймейт», но всё быстро сошло на нет. Безуспешно пыталась поступить в ГИТИС. С участником проекта Максом, за которого вышла замуж сразу после окончания шоу, в 2007 году развелась, от этого брака остался сын Марат. Об участии в проекте вспоминает с негативом, считает, что это портит её нынешнюю репутацию.
Максим Касымов
Сразу после окончания шоу женился на участнице проекта Марго, но их брак долго не просуществовал, от него остался сын Марат. После закрытия проекта занимался очень низкооплачиваемой работой, вскоре распалась и музыкальная группа, в которой он играл. В дальнейшем открыл собственную студию дизайна интерьеров, женился во второй раз. Об участии в проекте вспоминает с негативом.
Жанна Агагишева (Рыжова, Казанская)
Родилась в богатой семье, окончила Высшую школу экономики и Московский институт телевидения и радиовещания. Встречалась с внуком Бориса Ельцина. Жила на Рублёвке. Основатель «Интересного Холдинга», который включает в себя сеть детских садов, ресторан и ивент-агентство. Есть два сына. Об участии в проекте вспоминает с негативом.
Денис Федянин
После окончания шоу в соавторстве с Олей в течение двух недель написал книгу-«дневник впечатлений» о проекте, после начал писать сам книгу «Реалития».
Ольга Орлова
До проекта уже имела опыт съёмок в кино — фильм «Воры и проститутки. Приз — полёт в космос». Сразу после окончания шоу в соавторстве с Дэном в течение двух недель написала книгу-«дневник впечатлений» о проекте. В 2002 году недолгое время являлась пресс-атташе третьего сезона «За стеклом» на ТВС. Открыла собственный клуб йоги в Ростове-на-Дону. От участия в проекте остались самые положительные впечатления.
Александр Колтовой
На канале ТВ-6 вёл программу «Сеть», после — в утреннем эфире канала ТВС вёл «Паутину», программу о компьютерных играх и новостях из жизни сети Интернет. После закрытия ТВС программа некоторое время просуществовала в утреннем эфире канала НТВ как «В паутине», затем «Мышеловка», с ним же в роли ведущего. С 2007 по 2012 год работал на телеканале СТС в программе «Галилео» (СТС). С 2012 года работал на телеканале «Наука 2.0» производства ВГТРК. С 2018 года — ведущим ток-шоу «ДНК» на канале НТВ, с сентября 2020 — соведущим ток-шоу «Звёзды сошлись». 7 ноября 2020 года погиб в результате крушения легкомоторного самолета Piper Sport RA-1381G.
Анатолий Патлан
После окончания шоу работал установщиком домашних кинотеатров, потом воздушным гимнастом в цирке, работал в Мадриде. Об участии в проекте вспоминает с негативом.